# Pablo Lizama Riquelme
Pablo Lizama Riquelme (ur. 4 czerwca 1941 w Santiago) – chilijski duchowny rzymskokatolicki, w latach 2004-2017 arcybiskup Antofagasty.

## Życiorys
Święcenia kapłańskie przyjął 6 lipca 1967. Inkardynowany do archidiecezji Santiago de Chile, służył duszpastersko na jej terenie, był także wojskowym kapelanem.
19 grudnia 1985 został prekonizowany prałatem terytorialnym Illapel. Sakrę biskupią otrzymał 9 marca 1986. 24 lutego 1988 został mianowany biskupem pomocniczym Talca, 4 kwietnia 1991 biskupem Melipilla, a 4 stycznia 1999 ordynariuszem polowym Chile. 27 lutego 2004 został mianowany koadiutorem archidiecezji Antofagasta, 26 listopada objął urząd ordynariusza. Od 9 października 2012 do 29 marca 2014 był administratorem apostolskim Iquique. 8 czerwca 2017 przeszedł na emeryturę.